# Arthur de Techtermann
Arthur de Techtermann ou Arthur Techtermann, né le 14 février 1841 à Estavayer-le-Lac et mort le 22 novembre 1909 au Bruch, près de Fribourg, est une personnalité politique et militaire suisse, membre du parti conservateur.
Il est membre du Conseil d'État du canton de Fribourg de 1873 à 1881, à la tête de la Direction militaire. Il siège en parallèle au Conseil national de 1875 à 1881.